# Diesel (azienda)
Diesel S.p.A. è una multinazionale della moda italiana, con sede a Breganze che fa parte di OTB Group. Produce vari capi di abbigliamento, spaziando dai jeans ad altri articoli e accessori. La linea di abbigliamento si divide in due diversi brand: Diesel e Diesel Black Gold; esiste anche una linea per bambini, denominata Diesel Kid. L'azienda è nota per le sue campagne pubblicitarie surreali.

## Storia

Il vecchio logo dell'azienda

L'azienda viene fondata nel 1978 da Renzo Rosso e Adriano Goldschmied, già fondatore della AG Jeans. Nel 1985 Renzo Rosso acquisisce la proprietà dell'intera azienda. Nel 1991 la prima campagna pubblicitaria della serie "For Successful Living" fa conoscere la Diesel nel mondo della comunicazione. Dall'inizio degli anni novanta, la Diesel inizia ad aprire punti vendita in tutto il mondo; nel 1996 viene aperto un negozio Diesel a New York.
Renzo Rosso inizia nel 2002 ad acquistare altri marchi di moda, che riunisce sotto la capogruppo Only The Brave, insieme a Diesel. I marchi che fanno parte di Only the Brave includono Maison Martin Margiela, Viktor & Rolf, Marni, e l'azienda licenziataria Staff International. In occasione del cinquantesimo compleanno di Renzo Rosso, nel 2005 Diesel pubblica il libro “Fifty”, una storia illustrata dell'azienda, che ha raggiunto una tiratura di diecimila copie.
Dopo il reparto destinato all'abbigliamento per bambini, nel febbraio 2007 l'azienda ha avviato la produzione di biancheria intima e costumi da bagno per uomini e donne.
I prodotti del marchio Diesel sono disponibili in 5000 negozi, dei quali 400 sono boutique monomarca. I ricavi nel 2005 si aggiravano intorno ad 1,2 miliardi di euro, mentre nel 2009 sono calati a 0,95 miliardi. La maggior parte dei profitti deriva dalla vendita dei jeans, dagli accessori e dall'abbigliamento per uomo, donna e bambino.
Il 15 settembre 2010 viene inaugurata la nuova grande sede (il Diesel Village) nella zona industriale di Breganze (VI), dove prima sorgevano gli stabilimenti ex Moto Laverda. Precedentemente la sede principale si trovava, sin dalla fondazione, nel vicino paese di Molvena (VI).
Nel 2015 si tiene una mostra a Tel Aviv, "The World of Diesel", per il ventesimo anno di presenza dell'azienda in Israele; viene anche inaugurato un nuovo flagship store.
Nel 2016 il bilancio dell'azienda, influenzato da un forte processo di revisione della distribuzione wholesale, ha registrato una perdita di circa 10 milioni di euro malgrado un lieve miglioramento del fatturato.
Nel luglio 2017 l'annuncio che l'amministratore delegato, Alessandro Bogliolo, in azienda dall'agosto 2013, sarà dal 2 ottobre alla guida del colosso dei gioielli Tiffany. Al suo posto con l'inizio del 2018 Marco Agnolin, arrivato da Bershka. Alla fine del 2017 lascia anche dopo 4 anni il direttore creativo, l'italo-giapponese Nicola Formichetti. Breve la permanenza di Agnolin, poco più di un anno: si dimette nel marzo 2019 in un momento delicato per l'azienda la cui filiale Usa ha dovuto fare ricorso al Chapter 11.

## Collezioni

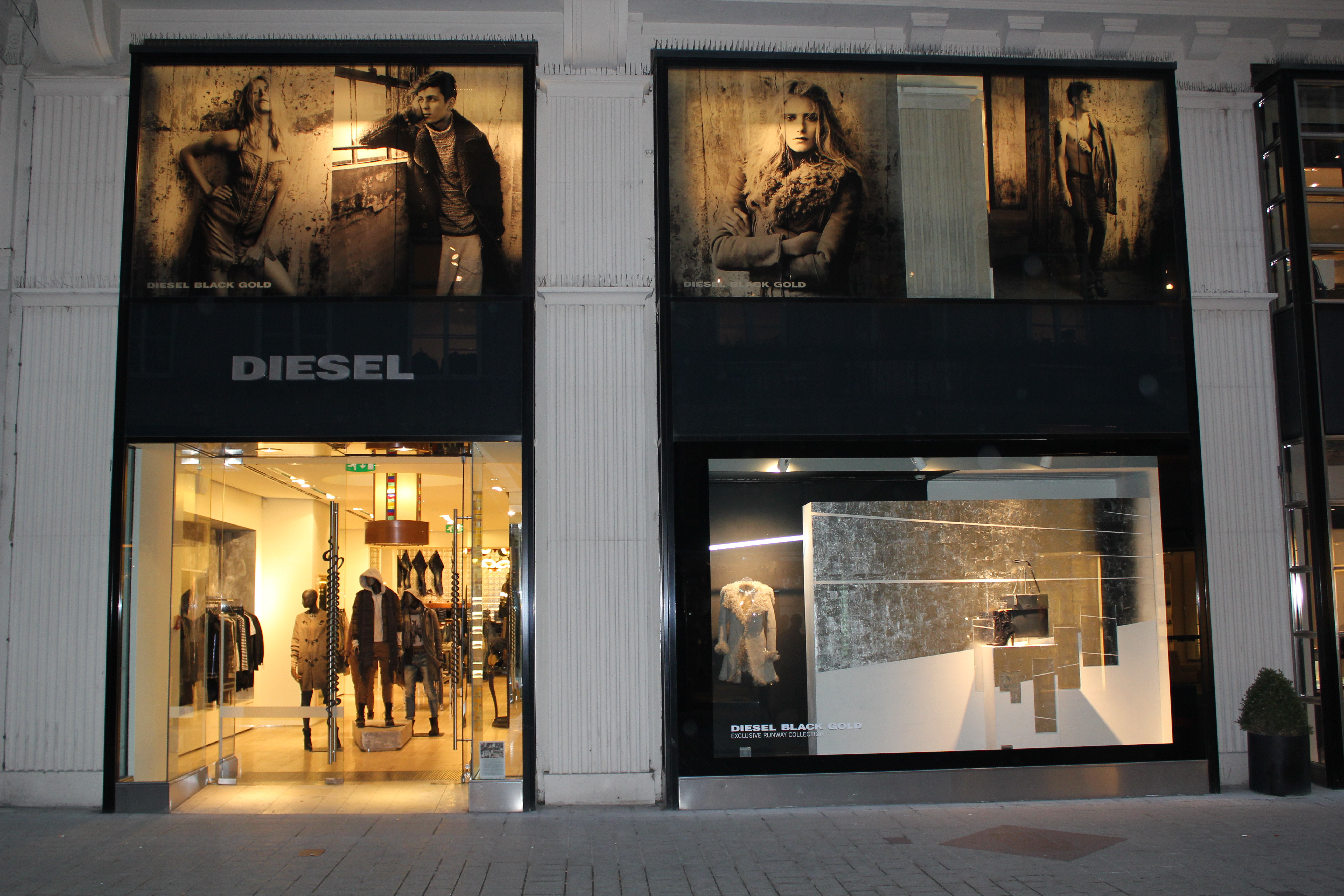
Diesel Black & Gold store in Vienna, Austria

Diesel è famosa per i capi in jeans, tuttavia le collezioni includono anche altri articoli, tra cui giacche in pelle, abiti e altri accessori. Nel 1998 nasce il marchio StyleLab come spin-off di Diesel, che produce capi di fascia alta oltre ai tradizionali jeans. Nell'ottica di creare nuove categorie di prodotto, negli anni 2000 l'azienda dà in licenza il brand Diesel ad altri produttori, come Marcolin con cui inaugura una linea di occhiali da sole denominata Diesel Eyewear, Fossil per la collezione gioielli e orologi Diesel Watches, L'Oréal per le fragranze; la realizzazione di ogni collezione è supervisionata da Diesel. Tra gli altri partenariati, si annoverano quelle con Moroso, Seletti, Scavolini, Foscarini, e Berti per creare una linea completa di arredo per la casa chiamata Diesel Living,, con Ducati, e infine con FIAT per realizzare un'edizione limitata della Fiat 500. Esiste anche una limited edition di jeans Diesel.
Nell'anno 2003, come affermato dal Women's Wear Daily, le collezioni di Diesel si articolavano su tre distinte etichette: Diesel Style Lab, il marchio di alta gamma e dal design innovativo; Diesel, il cui focus resta legato al denim; 55DSL, marchio streetwear che unisce estetica e funzionalità. Con la chiusura di Style Lab e 55DSL, l'offerta di Diesel si sviluppava su due linee: Diesel e Diesel Black Gold. Diesel Black Gold è la collezione prêt-à-porter di lusso lanciata nel 2008 in occasione della Settimana della moda di New York. Sempre nel 2008 Diesel ha siglato un nuovo partenariato con Adidas per co-produrre una linea sportiva in denim.

## Promozione

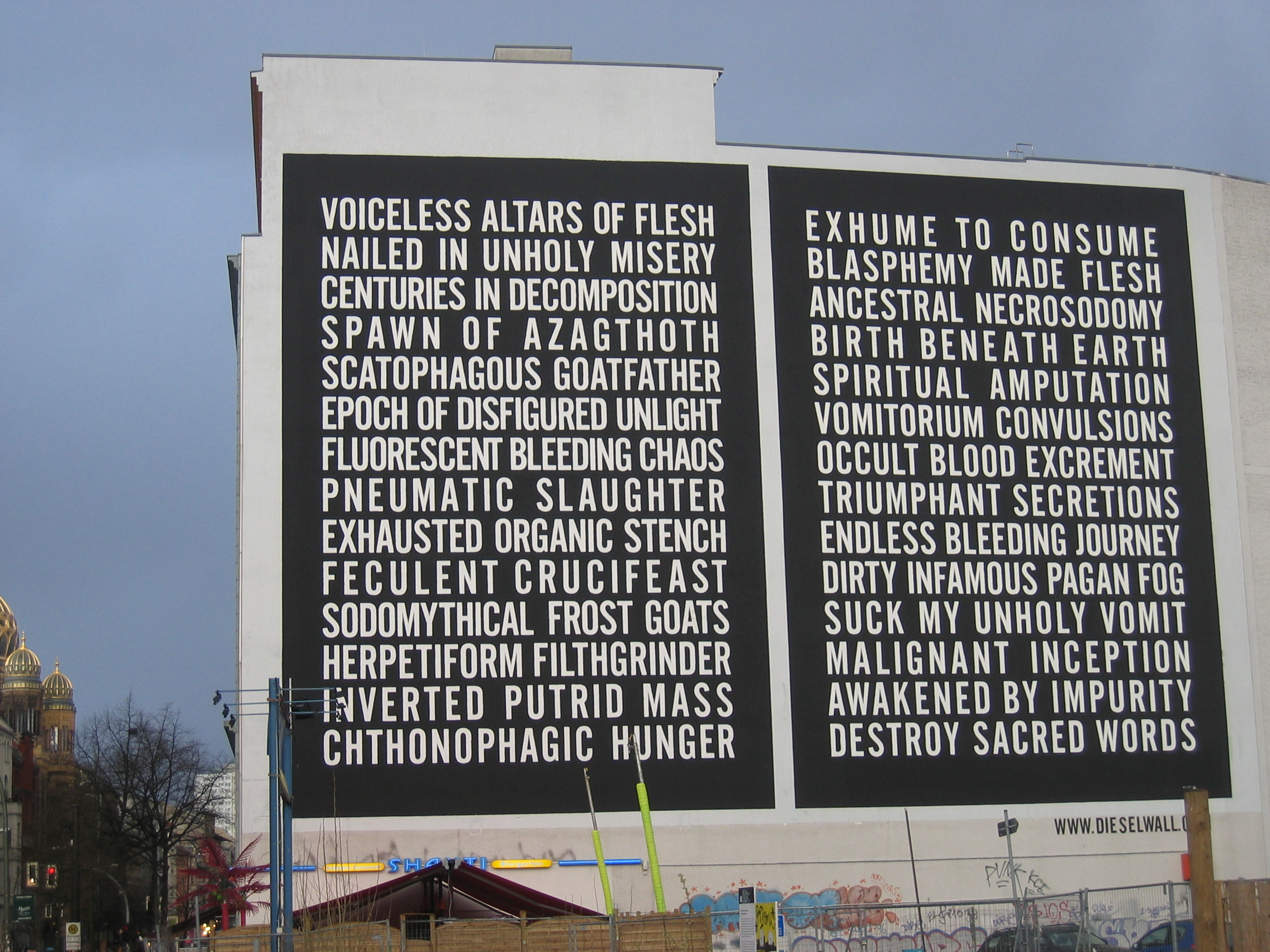
"Dieselwall" a Berlino

Fin dal 1991 Diesel si è contraddistinta per le sue campagne pubblicitarie che, invece di ruotare intorno al prodotto, ricorrono a immagini evocative e surreali, con la collaborazione dell'agenzia pubblicitaria svedese Paradiset DDB, di Stoccolma. Tra le altre, degne di nota sono la campagna pubblicitaria del 1997 ambientata nella comunista Nord Corea (ma girata ad Hong Kong) e quella che ha come tema gli incidenti automobilistici. Gli spot affrontano diverse tematiche, dalla coscienza sociale, alle problematiche ambientali (come la campagna Global Warming Ready che ritrae uno scenario in cui il mondo è alle prese con gli effetti del riscaldamento globale), a messaggi anti-establishment. Michael Chevalier ha criticato i punti vendita Diesel, dichiarando che i prodotti sarebbero presentati in modo confuso al fine di indurre i consumatori a interagire con il personale di vendita.
Verso la fine degli anni '90 Diesel ha realizzato CD-ROM e altri contenuti informatici, come il videogioco “Digital Adrenalin—55DSL”. Successive sono alcune produzioni media come la serie web “Diesel Sweeties”, una commedia romantica con protagonista una “ex attrice porno e il suo fidanzato robot”. Nel 2007 è stato indetto il concorso musicale, Diesel-U-Music. Da gennaio a settembre 2008, secondo l'agenzia di media intelligence TNS, la cifra investita da Diesel per la pubblicità negli Stati Uniti si aggirerebbe intorno ai 5,8 milioni di $. Il premio Grand Prix del Festival della Comunicazione Pubblicitaria di Cannes è stato assegnato a Diesel nel 1997, nel 2001 per la campagna intitolata “The Daily African”, nome di un quotidiano fittizio, e nel 2010 per la campagna “Be Stupid”. Nel 2009 Steve Birkhold, a capo della divisione americana, ha lasciato l'azienda poco tempo dopo aver firmato un accordo in cui autorizzava Macy's a vendere jeans Diesel ad un prezzo ribassato. Nel 2015 Liam Hemsworth è apparso come protagonista del video “Only The Brave” per promuovere l'omonima fragranza e nello stesso anno anche Winnie Harlow è stata testimonial di campagne pubblicitarie. Nel 2018 nuovo testimonial è il rapper Fedez. In occasione dell’uscita della terza stagione della celebre serie spagnola La casa di carta, Diesel in collaborazione con Netflix ha concepito le tute rosse indossate dai protagonisti. Nel 2019 i due marchi iconici, Diesel e Coca-Cola, hanno unito le forze per creare The (Re)Collection; una capsule collection realizzata con materiali riciclati. Nel 2024 Damiano David, frontman della rock band Måneskin, è il primo brand ambassador globale nella storia di Diesel.

### Sponsorizzazioni
Dal 2008 al 2018 Diesel è stato main sponsor del Bassano Virtus, team all'epoca di proprietà della famiglia Rosso, titolare del marchio Diesel. 
Nell'ottobre 2016 Diesel ha stretto un accordo con l'AC Milan: si occuperà di vestire la squadra di calcio milanese con uno stile formal/unformal. Dal 2018 è il main sponsor del LR Vicenza, nuovo club di proprietà della famiglia Rosso, mentre nel 2019 viene siglato un accordo di sponsorizzazione anche col calciatore Neymar, attaccante e capitano della nazionale brasiliana.